# Kepler-17b
Kepler-17b es un exoplaneta que orbita la estrella Kepler-17 en la constelación Cygnus (del cisne). Es un gigante gaseoso del tipo denominado Júpiter caliente. Tiene un periodo orbital algo menor a un día y medio, lo que equivale a que un año en Kepler-17b equivale a 1,485 días terrestres.
Fue descubierto en el año 2011 por el satélite Kepler usando el método de tránsito astronómico.